# شاقه بن عباد (السبرة)

تعديل مصدري - تعديل

شاقه بن عباد محلة تابعة لقرية المنزل، التابعة لعزلة المساعدة بمديرية السبرة إحدى مديريات محافظة إب في الجمهورية اليمنية.، بلغ تعداد سكانها 26 حسب تعداد اليمن لعام 2004.